# Symétrisation
En mathématiques, la symétrisation d'un monoïde est une opération de construction d'un groupe dans lequel se projette le monoïde initial, de manière naturelle. On parle parfois de groupe de Grothendieck du monoïde considéré. Ce procédé est notamment appliqué pour construire l'ensemble des entiers relatifs à partir de celui des entiers naturels.
Si le monoïde de départ est muni d'une seconde loi de composition qui en fait un semi-anneau commutatif, son symétrisé est un anneau commutatif.
La construction s’étend au cas non commutatif avec la notion de groupe universel enveloppant.

## Définition

### Définition par adjonction
Tout groupe abélien est en particulier un monoïde commutatif, de sorte qu'il existe un foncteur d'oubli {\displaystyle F:\mathrm {AGrp} \to \mathrm {CMon} } de la catégorie des groupes abéliens dans la catégorie des monoïdes commutatifs. Ce foncteur admet un adjoint à gauche G, qui vérifie alors la propriété universelle suivante : pour tout groupe abélien K, de monoïde sous-jacent F(K), tout morphisme de monoïdes {\displaystyle A\to F(K)} correspond à un morphisme de groupes {\displaystyle G(A)\to K}. Cela garantit notamment l'unicité à isomorphisme près.
Si A est un monoïde commutatif, le groupe G(A) est alors appelé symétrisé de A.

### Construction explicite
Une manière de rendre explicite la définition ci-dessus est de considérer le monoïde produit {\displaystyle A\times A}, c'est-à-dire le produit cartésien muni des opérations coordonnée par coordonnée, modulo la relation d'équivalence
{\displaystyle (a,b)\sim (a',b')\Leftrightarrow \exists k,a+b'+k=a'+b+k}.
On peut alors comprendre un élément (a, b) du monoïde produit comme correspondant à l'élément « a - b » du groupe. Ainsi, la classe d'équivalence de (a, a) est l'identité, et l'inverse de (a, b) est (b, a).
Si le monoïde est abélien et muni d'une seconde loi qui en fait un semi-anneau commutatif, la multiplication sur le symétrisé est définie par la formule suivante :
{\displaystyle (a,b)\cdot (c,d)=(ac+bd,ad+bc)}

## Propriétés
- Il y a un homomorphisme injectif d'un monoïde commutatif dans son symétrisé si et seulement si le monoïde est simplifiable[1].
- S'il existe un homomorphisme injectif {\displaystyle \phi } d'un monoïde commutatif et simplifiable {\displaystyle {\mathcal {M}}} dans un groupe {\displaystyle {\mathcal {G}}}, alors le sous-groupe de {\displaystyle {\mathcal {G}}} engendré par {\displaystyle \phi \left({\mathcal {M}}\right)} est isomorphe au symétrisé du monoïde ({\displaystyle G\left({\mathcal {M}}\right)} ). On dit parfois que {\displaystyle G\left({\mathcal {M}}\right)} est le plus petit groupe contenant {\displaystyle {\mathcal {M}}}. On notera que ce genre d'expression serait très malvenu dans le cas d'un monoïde non simplifiable, puisqu'il est alors impossible qu'il existe un morphisme injectif de celui-ci dans un groupe.
- La symétrisation de Grothendieck peut être étendue aux demi-groupes commutatifs, soit par adjonction d'un élément neutre, soit directement. Dans ce dernier cas l'élément neutre sera naturellement identifié comme la classe des couples contenant les "éléments diagonaux". On remarquera que les deux propositions précédentes restent vraies avec un demi-groupe commutatif et simplifiable.
- Un analogue de la symétrisation de Grothendieck existe pour la construction d'un corps à partir d'un anneau intègre, on parle alors de corps des fractions.

## Exemples
- Le symétrisé du monoïde additif des entiers naturels est le groupe des entiers relatifs : voir construction des entiers relatifs.
- Le symétrisé du monoïde multiplicatif des entiers relatifs non nuls est le groupe multiplicatif des rationnels.
- Le symétrisé d'un ensemble totalement ordonné (non vide), muni de la loi induite par le maximum, est réduit à un point. C'est également le cas pour les lois d'intersection ou d'union sur les parties d'un ensemble.
- Pour tout groupe abélien A, {\displaystyle G(A)\simeq A}
- Soit R un anneau et A le monoïde commutatif constitué des classes d'isomorphismes des R-modules projectifs finiment engendrés, muni de l'opération {\displaystyle M+N=M\oplus N}. Alors le symétrisé de A est un anneau commutatif, et son groupe d'unités est l'ensemble des classes d'isomorphisme des modules projectifs de rang 1, c'est-à-dire le groupe de Picard de R.
- Si on considère le monoïde formé des classes d'isomorphismes de fibrés vectoriels sur un espace topologique X, l'addition étant induite par la somme directe, on obtient un groupe qui coïncide avec le K-groupe topologique.